# Kabinett Kuyper

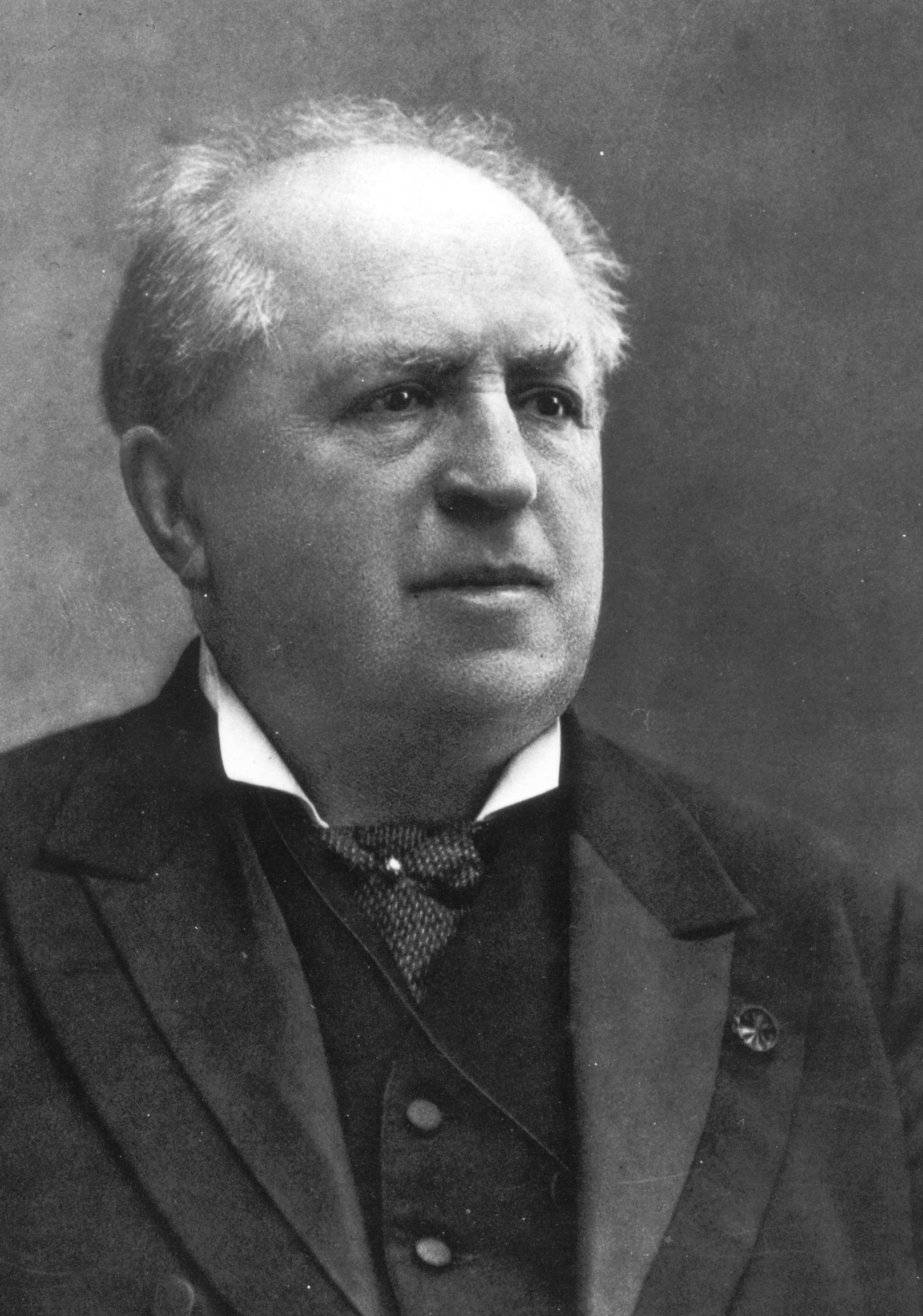
Abraham Kuyper war von 1901 bis 1905 Ministerpräsident

Das Kabinett Kuyper wurde in den Niederlanden am 1. August 1901 von Ministerpräsident (Voorzitter van de Ministerraad) Abraham Kuyper von der Anti-Revolutionaire Partij gebildet und löste das Kabinett Pierson ab. Es blieb bis zum 16. August 1905 im Amt und wurde daraufhin vom Kabinett De Meester abgelöst.

## Politik und Gesetzgebung des Kabinett Kuyper
Das Koalitionskabinett Kuyper wurde nach dem Sieg der rechten Parteien bei den Wahlen vom 14. Juni 1901 gebildet. Rooms-Katholieke Bond van Kiesvereinigingen, Anti-Revolutionaire Partij (ARP), Vrij-Antirevolutionaire Partij (VAP) und Christelijk-Historische Kiezersbond (CHKB) erhielten zusammen 57 der 100 Sitze in der Zweiten Kammer der Generalstaaten. Die letzten beiden Gruppen blieben jedoch außerhalb des Kabinetts. Bis 1904 hatte das Kabinett keine Mehrheit im Senat. Nach der Ablehnung des Hochschulgesetzes im Jahr 1904 löste das Kabinett den Senat auf. Die Wahlen gaben dem Kuyper-Kabinett noch eine Mehrheit im Senat. Das Kabinett handelte auf der Grundlage eines aus zwölf Punkten bestehenden Koalitionsvertrages. Die Gesetzgebung im Bereich Arbeitsbedingungen und soziale Sicherheit war wenig erfolgreich. Das Kabinett verbesserte jedoch die Position der Sonderpädagogik, das Militärstrafrecht wurde überarbeitet und ein neues Getränkegesetz wurde eingeführt.

### Burenkrieg
Die niederländische Regierung hatte großes Verständnis für den Kampf, den die „stammesbezogenen“ südafrikanischen Bauern gegen das Vereinigte Königreich im Zweiten Burenkrieg (1899 bis 1902) führten. Königin Wilhelmina versuchte vergeblich, in diesem Konflikt sowohl durch die britische Königin Victoria als auch durch den deutschen Kaiser Wilhelm II. zu vermitteln. Kuyper selbst spielte eine gewisse Vermittlerrolle, nachdem die Burenrepublik von den Briten besiegt worden war. Kuyper forderte für sich eine starke außenpolitische Rolle, machte viele Auslandsbesuche und hatte dadurch größeren Einfluss als Außenminister Robert Melvil van Lynden, der schließlich zurücktrat.

### Eisenbahnstreik 1903
Im Januar 1903 kam es in den Häfen von Amsterdam zu Streiks. Die Arbeitgeber wollten daraufhin beim Entladen der Boote Eisenbahner einstellen. Aus Protest brach im ganzen Land ein Eisenbahnstreik aus. Die Arbeitgeber gaben schließlich den Anforderungen nach. Als Reaktion auf diese Ereignisse reichte das Kuyper-Kabinett Gesetzesvorlagen ein, um Streiks im öffentlichen Dienst zu verbieten. Die Einreichung erfolgte nicht wie üblich per Brief, sondern von den Ministern persönlich in der Zweiten Kammer. Es gab jedoch Kritik und Widerstand gegen diese Vorschläge. Ein Gewerkschaftsausschuss beschloss, im April  1903 einen neuen Streik auszurufen. Dieser Streik schlug jedoch fehl, auch weil Streikende entlassen wurden. Die Anti-Streik-Gesetze wurden dann von beiden Kammern rasch verabschiedet.

### Auflösung des Senats 1904
1902 unterbreitete das Kabinett einen Vorschlag zur Änderung des Hochschulgesetzes (Hoger-Onderwijswet). Infolge dieser Änderung musste jemand, der seinen Abschluss an einer Universität erworben hatte, die nicht von der Regierung subventioniert wurde, wie die Vrije Universiteit Amsterdam, die gleichen Rechte haben wie jemand, der seinen Titel an einer öffentlichen Universität erworben hatte. Die Zweite Kammer nahm dieses Gesetz am 24. März 1904 mit 56 gegen 41 Stimmen an. Die Mehrheit der liberalen Ersten Kammer lehnte den Vorschlag jedoch am 27. Juli 1904 mit 27 zu 22 Stimmen ab, weil sie keine getrennten christlichen Universitäten wünschte. Kuyper löste daraufhin den Senat auf. Durch die Auflösung der Ersten Kammer und der dadurch erfolgen Neuwahlen verloren die Liberalen ihre Mehrheit im Senat. Anschließend wurde der abgelehnte Gesetzesentwurf erneut vorgelegt und nun von beiden Kammern der Generalstaaten angenommen.

### Kolonialpolitik
Die Kolonialminister Titus van Asch van Wijck und Alexander Willem Frederik Idenburg begannen in Niederländisch-Ostindien mit einer Politik, die darauf abzielte, die indigene Bevölkerung moralisch und wirtschaftlich zu „erheben“, unter anderem durch eine Verbesserung von Bildung und Verwaltung sowie durch eine vorsichtige Wohlfahrtspolitik wie der Verbesserung der Infrastruktur und der Bewässerung. Im Sultanat von Aceh wurde der Kolonialkrieg zur „Befriedung“ fortgesetzt, wobei die Truppen der Königlich Niederländisch Indische Armee (Koninklijk Nederlandsch-Indisch Leger) unter Generalleutnant Jo van Heutsz mit großer Härte gegen Aufständische vorgingen.

### Sonstige wichtige Gesetzgebungsverfahren
Finanzminister Jan Harte van Tecklenburg wollte den Importzoll erhöhen, um die niederländische Industrie zu schützen und neue soziale Maßnahmen finanzieren zu können. Sein im Februar 1904 eingereichter Vorschlag für ein Zollgesetz (Tariefwet) wurde jedoch vor den Wahlen nicht mehr behandelt. Weitere wichtige Gesetzgebungsverfahren waren:
- Berufsgesetz (1902)

Das Berufsgesetz (Beroepwet) von 1902 erweiterte den § 81 des Unfallgesetzes von 1901 (Ongevallenwet) und führte aus, dass Beschwerden von der Beschwerdekammer und der Zentralen Beschwerdekammer (Centrale Raad van Beroep) beurteilt werden sollten.
- Neues Gesetzbuch für das Militärstrafrecht und das Gesetz über die Kriegsdisziplin (1903)

1903 kam es zur Verabschiedung eines neuen Gesetzbuches für das Militärstrafrecht (Wetboek voor Militair Strafrecht) sowie eines Gesetzes über die Kriegsdisziplin (Wet op de krijgstucht). Diese Gesetze ersetzten viele veraltete Bestimmungen und verbesserten den rechtlichen Status des Militärs (insbesondere von Nichtoffizieren). Von nun an gab es eine Verordnung zum Militärstrafrecht für Land- und Seestreitkräfte. Die Todesstrafe wurde aufrechterhalten. Militärische Disziplinarstrafen umfassten eine Herabsetzung des Ranges, die Einstufung in eine Disziplinarklasse und ein Verbot, Waffen außerhalb des Dienstes zu tragen.
- Dezentralisierungsgesetz für Niederländisch-Ostindien (1903)

Dieses Gesetz (Decentralisatiewet) eröffnete die Möglichkeit einer gewissen Autonomie in Niederländisch-Ostindien und der Selbstverwaltung von Regionen und Teilen von Regionen. Auf der Grundlage dieses Gesetzes wurden Gemeinden gebildet und Regionalräte für die fünfzehn Regionen in Java und Madura eingerichtet.
- Telegrafen- und Telefoniegesetz (1904)

Das Telegraaf- und Telefoonwet enthielt Regeln für den Betrieb und die Nutzung von Telegraphen und Telefonen. Unter anderem wurde festgelegt, wie der Ausgleich für das Graben von Kabeln geregelt werden muss. Der Minister für Wasserwirtschaft, Handel und Industrie legte die Telefontarife fest.
- Änderung des Getränkegesetzes (1904)

Das Drankwet führte ein System von kommunalen Genehmigungen und Erlaubnissen für den Verkauf von alkoholischen Getränken ein. Die Anzahl der Genehmigungen für den Verkauf von Spirituosen in einer Gemeinde wurde je nach Einwohnerzahl auf ein Maximum festgelegt. Alkoholische Getränke durften nicht ohne Genehmigung verkauft werden, allerdings war die Anzahl der Genehmigungen unbegrenzt.
- Änderung des Bildungsgesetzes (1905)

Infolge der Änderung des Onderwijswet wurde den Schulen für besondere Grundschulbildung und besondere Turnhallen ein zusätzlicher Zuschuss gewährt. Diese mussten Bedingungen hinsichtlich des Lehrplans und der Befugnisse der Lehrkräfte erfüllen.
- Kraftfahrzeug- und Beförderungsgesetz (1905)

Das Motor- en rijtuigenwet führte unter anderem Verkehrsregeln und Verkehrszeichen, den Führerschein, Radwege, das Kraftfahrzeug-Kennzeichen, die Geschwindigkeitsbegrenzung und eine Altersgrenze für Fahrer von Kraftfahrzeugen ein. Es bestand die Möglichkeit von Bußgeldern und Fahrverboten. Geschwindigkeitswettbewerbe für Kraftfahrzeuge oder Fahrräder auf öffentlichen Straßen wurden verboten.
- Lotteriegesetz (1905)

Durch das Loterijwet durften Lotterien nur für wohltätige Zwecke oder zur Förderung von Wissenschaft, Kunst oder des öffentlichen Interesses eingesetzt werden. Es waren jedoch keine Geldpreise erlaubt.

## Mitglieder des Kabinetts
Dem Kabinett gehörten folgende Personen an:
| Amt                                                 | Amtsinhaber | Partei                         | Beginn der Amtszeit                                       | Ende der Amtszeit                                          |
| --------------------------------------------------- | --- | ------------------------------ | --------------------------------------------------------- | ---------------------------------------------------------- |
| Ministerpräsident                                   | Abraham Kuyper | ARP                            | 31. Juli 1901                                             | 15. August 1905                                            |
| Außenminister                                       | Robert Melvil van Lynden Vizeadmiral Abraham George Ellis (kommissarisch) Willem Marcus van Weede van Berencamp Vizeadmiral Abraham George Ellis (kommissarisch) | ARP Parteilos                  | 1. August 1901 9. März 1905 22. April 1905 8. August 1905 | 9. März 1905 22. April 1905 7. August 1905 16. August 1905 |
| Justizminister                                      | Jan Loeff | Katholisch                     | 1. August 1901                                            | 16. August 1905                                            |
| Innenminister                                       | Abraham Kuyper | ARP                            | 31. Juli 1901                                             | 16. August 1905                                            |
| Finanzminister                                      | Jan Harte van Tecklenburg | Katholisch                     | 1. August 1901                                            | 16. August 1905                                            |
| Kriegsminister                                      | Generalleutnant Johannes Willem Bergansius | Katholisch                     | 1. August 1901                                            | 16. August 1905                                            |
| Marineminister                                      | Vizeadmiral Gerhardus Kruys Generalleutnant Johannes Willem Bergansius (kommissarisch) Vizeadmiral Abraham George Ellis                                          | Parteilos Katholisch Parteilos | 1. August 1901 12. Dezember 1902 16. März 1903            | 12. Dezember 1902 16. März 1903 16. August 1905            |
| Minister für Wasserwirtschaft, Handel und Industrie | Johannes Christiaan de Marez Oyens | ARP                            | 1. August 1901                                            | 16. August 1905                                            |
| Kolonialminister                                    | Titus van Asch van Wijck Generalleutnant Johannes Willem Bergansius (kommissarisch) Alexander Willem Frederik Idenburg                                           | ARP Katholisch ARP             | 1. August 1901 9. September 1902 25. September 1902       | 9. September 1902 24. September 1902 16. August 1905       |